# Pommerit-Jaudy
Pommerit-Jaudy foi uma antiga comuna francesa na região administrativa da Bretanha, no departamento Côtes-d'Armor. Estendia-se por uma área de 20,25 km². Em 2010 a comuna tinha 1 266 habitantes (densidade: 62,5 hab./km²).
Em 1 de janeiro de 2019, passou a formar parte da nova comuna de La Roche-Jaudy.